# 池田東陽
池田 東陽（いけだ とうよう、1974年3月10日 - 2013年2月17日）は、日本のアニメーションプロデューサー。株式会社エンカレッジフィルムズ（後の株式会社鵲）初代代表取締役社長。東京都出身。

## 人物
『美少女戦士セーラームーン』に影響を受け、大学卒業後代々木アニメーション学院に進む。ディジメーション（2002年4月ゴンゾと合併）に第1期生として入社、仕上げ（デジタル彩色）を担当するが塗り間違いが多く、制作に配置換えとなる。
アシスタントプロデューサーとしてアニメ『ゲートキーパーズ』（2000年4月 - 9月放送）に参加した際に、同作品の総監督だった佐藤順一と出会い、それがきっかけで『カレイドスター』の企画を2人で始めることとなった。『カレイドスター』ではアソシエイトプロデューサーを務め、スタッフやファンからは「池P」と呼ばれ親しまれた。また中原麻衣のファンとしても知られ、ライブ会場で目撃されたことがある。
2007年に結婚。人前式・披露宴の司会は大原さやかが務めた。2007年10月26日に新宿ロフトプラスワンで行われたイベント「池P×サトジュンPRESENTS 『アニメ制作進行・金子真枝伝説』」でゴンゾ退社が発表され、2008年8月10日に新宿ロフトプラスワンで行われたイベント「不死鳥聖誕祭 〜レイラさんの すごい？ 勝手にお誕生日会〜」において、アニメーション企画・制作スタジオ「エンカレッジフィルムズ（後の株式会社鵲）」を追崎史敏と共に設立したことを発表し、同社社長に就任。
2013年2月17日、急性肝不全のため38歳で死去。経営者としてのプレッシャーから酒量が徐々に増え、晩年はバーボンを肌身離さず持ち歩くなど、アルコール依存状態だったと長く仕事を共にした佐藤が証言している。亡き後の社長職は追崎が引き継いでいる。

## 参加作品

### テレビアニメ
2000年
- ゲートキーパーズ （アシスタントプロデューサー）

2003年
- カレイドスター （アソシエイトプロデューサー）
- カレイドスター 新たなる翼 （アソシエイトプロデューサー、2003年 - 2004年）

2007年
- ロミオ×ジュリエット （アソシエイトプロデューサー）

2015年
- えとたま （企画）※死去後に放送

### OVA
2004年
- カレイドスター 新たなる翼 -EXTRA STAGE-「笑わない すごい お姫様」 （アソシエイトプロデューサー）

2005年
- カレイドスター Legend of phoenix 〜レイラ・ハミルトン物語〜 （プロデューサー）

2006年
- カレイドスター ぐっどだよ! ぐぅーっど! （監修・構成）

2014年
- 絶滅危愚少女 Amazing Twins （アソシエイトプロデューサー）※死去後に発売

### Webアニメ
2009年
- おんたま! （アソシエイトプロデューサー）

2013年
- 宮河家の空腹 （企画協力）

### ゲーム
2000年
- 対戦恋愛シミュレーション トリフェルズ魔法学園 （グラフィック制作担当、4月）
- Sorcerous Stabber ORPHEN 魔術士オーフェン （アニメーションプロデューサー、8月）

2002年
- ときめきメモリアル Girl's Side （アニメーションプロデューサー、6月）